# Saturnin (seriál)
Saturnin je televizní seriál režiséra Jiřího Věrčáka z roku 1994. Tento miniseriál byl původně natočen v podobě klasického hraného filmu, seriálová verze je delší.

## Obsazení
| Ondřej Havelka   | Jiří Oulický    |
| Oldřich Vízner   | Saturnin        |
| Jana Synková     | teta Kateřina   |
| Milan Lasica     | doktor Vlach    |
| Miroslav Donutil | farář           |
| Lubomír Lipský   | dědeček         |
| Petr Vacek       | Milouš          |
| Lucie Zedníčková | slečna Barbora  |
| Ota Jirák        | strýc František |

## Tvůrci
- Režie: Jiří Věrčák
- Scénář: Magdalena Wagnerová, Jiří Věrčák
- Zpěv: Jiří Korn
- Pomocná režie: Magdalena Čechová
- Kostýmy: Ivana Brádková

## Fotogalerie

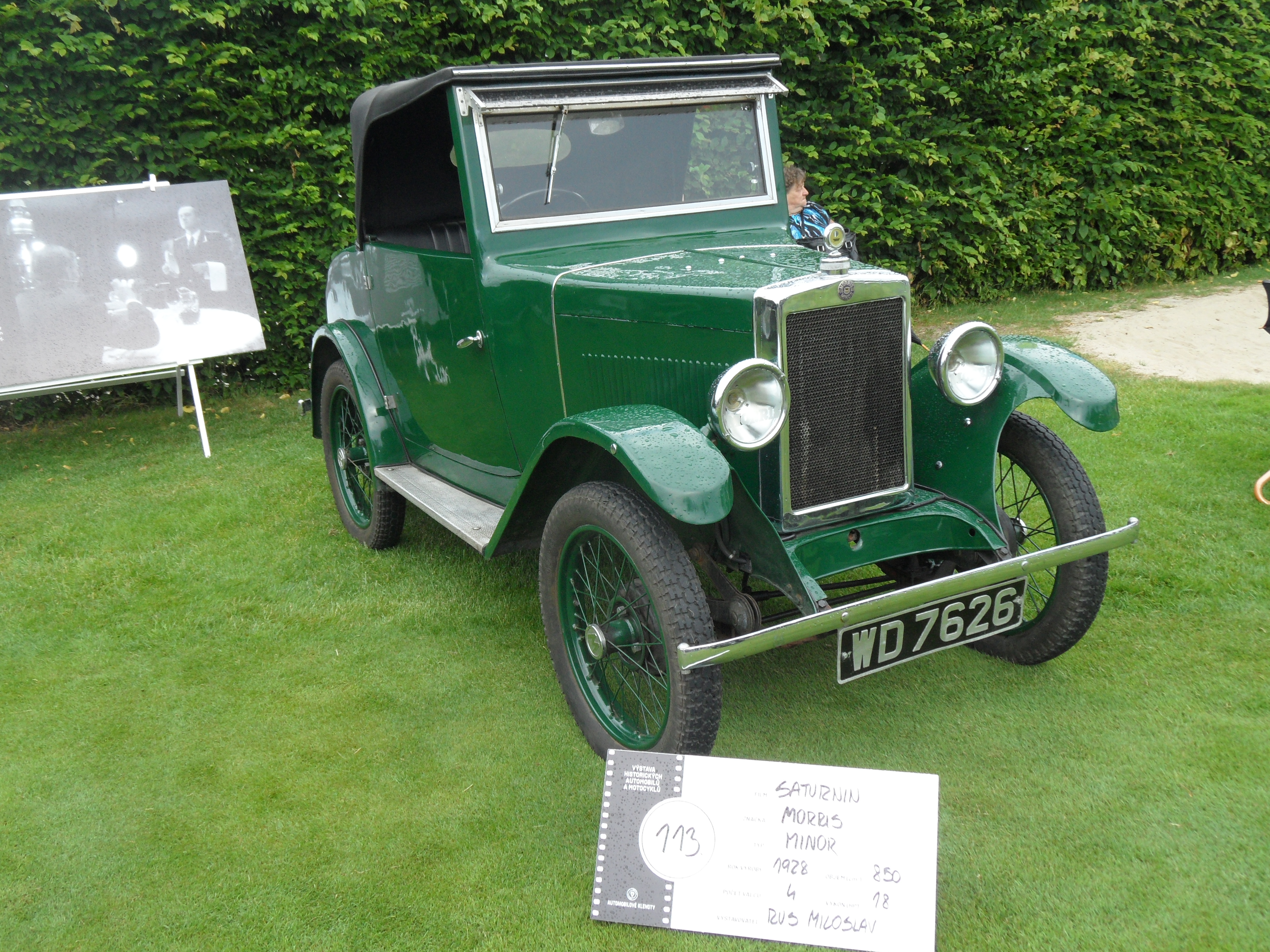
Morris Minor (1928), dvoumístná verze, na Automobilové klenoty 2019